# HD128574
HD128574 — хімічно пекулярна зоря спектрального класу A, що має видиму зоряну величину в смузі V приблизно  9,5.
Вона  розташована на відстані близько 945,4 світлових років від Сонця.